# Anisentomon
Anisentomon es un género de proturos perteneciente a la familia Eosentomidae.

## Especies
Este género contiene las siguientes especies:
- Anisentomon chinensis (Yin, 1965)
- Anisentomon heterochaitum Yin, 1977
- Anisentomon magnispinosum (Yin, 1965)
- Anisentomon quadrisetum Zhang & Yin, 1981